# FK Metalurg Skoplje
FK Metalurg je sjevernomakedonski nogometni klub iz Skoplja.

## Povijest
Klub je osnovan 1964. godine. U SFRJ dva puta se natjecao u Drugoj ligi.
Nakon sticanja nezavinosti Makedonije klub nastupa u prvoj sezoni Prve lige Makedonije 1992./93. Iako su jesenski dio sezone završili na drugom mjestu, na kraju sezone ispada iz lige. Od tada igra u Drugoj i Trećoj ligi Makedonije.
Osvajanjem drugog mjesta u Drugoj 2007./08., Metalurg se u sezoni 2008./09. natječe u Prvoj ligi.

## Stadion
Stadion Železarnica je višenamjenski stadion u Skoplju. najviše se koristi za nogometne utakmice. Stadion može primiti 3000 gledatelja. Dom je Metalurga i FK Skopje.

## Vanjske poveznice
- Službena stranica